# Nikolai Soloviov
Nikolai Soloviov (Ivánovo, Unión Soviética, 12 de julio de 1931-15 de noviembre de 2007) fue un deportista soviético especialista en lucha grecorromana donde llegó a ser campeón olímpico en Melbourne 1956.

## Carrera deportiva
En los Juegos Olímpicos de 1956 celebrados en Melbourne ganó la medalla de oro en lucha grecorromana estilo peso mosca, por delante del italiano Ignazio Fabra (plata) y del turco Dursun Ali Egribas (bronce).